# 나우루 개요
다음 문서는 나우루의 소개를 위한 개요이다.

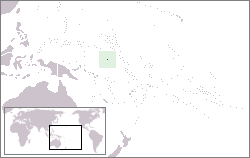
나우루의 위치

나우루는 미크로네시아의 나우루섬에 위치한 공화국이다. 가장 가까운 섬은 키리바시의 바나바섬이다. 나우루는 세계에서 가장 작은 공화국으로, 면적은 21km2이다. 또한 유엔 회원국 중 가장 인구가 적다
본래 폴리네시아인과 미크로네시아인이 거주하던 나우루는 19세기 후반 독일의 식민지가 되어 독일령 뉴기니에 속하게 되었다. 제1차 세계 대전 이후부터는 오스트레일리아, 뉴질랜드, 영국의 위임통치령이 되었다. 제2차 세계 대전 중 일본 제국이 나우루를 점령했고 남양 군도에 속하게 되었다. 제2차 세계 대전 이후 다시 위임통치령이 되었다가 1968년에 독립했다.
나우루는 섬 전체가 인산염 매장지이며, 1907년부터 나우루의 주산업은 인산염 채굴이었다. 그러나 20세기 후반, 인산염이 고갈되며 나우루의 경제는 큰 타격을 입게 되었다. 인산염 고갈 이후 나우루는 잠시 조세 피난처 역할을 하였다. 2001년 이후부터 나우루는 오스트레일리아로부터 경제적 지원을 받았으며 나우루는 그 대가로 망명 신청자들을 수용하고 처리하는 구금 센터를 설립했다.

## 기본 정보
- 통상 자칭 지명: 나오에로(Naoero)
- 공식 국호: 나우루 공화국(Repubrikin Naoero)
- ISO 3166-1: NR, 674
- ISO 3166-2: ISO 3166-2:NR
- 국가 코드 최상위 도메인: .nr

## 나우루의 지리
- 위치:
  - 남반구, 동반구
    - 오세아니아
      - 미크로네시아

  - 시간대: UTC+12:00
  - 나우루의 극점
    - 최고점: 커맨드 리지 1,950m
    - 최저점: 남태평양 0m

  - 지상 국경: 없음
  - 해안선: 30km
- 나우루의 인구: 9,892명 - 228위
- 나우루의 영토: 21km2 - 200위

### 나우루의 환경
- 나우루의 기후
- 나우루의 지질

### 나우루의 지리
- 나우루의 섬: 나우루섬
- 나우루의 호수
- 나우루의 산: 존재하지 않음
- 나우루의 강: 존재하지 않음

### 나우루의 행정 구역
- 나우루의 구
- 나우루의 선거구

### 나우루의 도시
- 나우루의 정착촌 목록

### 나우루의 인구
- 나우루의 인구

## 나우루의 정치
- 나우루의 정부형태: 의원내각제 공화국
- 나우루의 수도: 법적으로 명시된 수도는 존재하지 않음. 단, 야렌이 사실상 수도의 역할을 함.
- 나우루의 선거
- 나우루의 정당

### 행정부
- 국가원수/정부수반: 데이비드 아데앙
- 의회 의장: 마커스 스티븐

### 입법부
- 나우루 의회

### 사법부
- 나우루 대법원

### 나우루의 대외 관계
- 나우루의 재외공관 목록
- 나우루 주재 외국공관 목록

#### 나우루가 가입한 국제 기구
나우루는 다음 국제기구들의 회원국이다.
| - 아프리카 카리브 태평양 국가 조직 (ACP) - 아시아 개발 은행 (ADB) - 영연방 - 유엔식량농업기구 (FAO) - 국제민간항공기구 (ICAO) - 국제형사재판소 (ICCt) - 국제형사경찰기구 (Interpol) - 국제 올림픽 위원회 (IOC) - 국제전기통신연합 (ITU) | - 화학 무기 금지 기구 (OPCW) - 태평양 제도 포럼 (PIF) - 태평양 공동체 (SPC) - 남태평양 지역 무역 및 경제 협력 협정 (Sparteca) - 유엔 (UN) - 유엔 무역 개발 회의 (UNCTAD) - 유네스코 (UNESCO) - 만국 우편 연합 (UPU) - 세계보건기구 (WHO) |

### 나우루의 법률과 제도
- 나우루의 헌법
- 나우루의 인권
  - 나우루의 성소수자
- 나우루의 범죄

### 나우루의 군사
- 나우루는 정규군을 보유하지 않는다. 다만 오스트레일리아 방위군에게 국토 방어를 맡겼다.

## 역사
- 나우루 내전

## 나우루의 문화
- 나우루의 국기
- 나우루의 국장
- 나우루의 국가
- 나우루의 세계유산: 존재하지 않음

### 나우루의 예술
- 나우루의 음악

### 나우루의 언론
- 나우루의 언론

### 나우루의 요리
- 나우루 요리

### 나우루의 공휴일
- 나우루의 공휴일

### 나우루의 언어
- 나우루의 언어

### 나우루의 종교
- 나우루의 종교

### 나우루의 스포츠
- 나우루의 축구
- 올림픽 나우루 선수단

## 나우루의 경제와 산업
- 통화: 오스트레일리아 달러
  - ISO 4217: AUD
- 대한민국의 기업 목록
- 나우루의 전기 통신
- 나우루의 인터넷
- 나우루의 관광
- 나우루의 교통

## 같이 보기
- 나우루
- 나우루의 대통령